# 扎奇甘傑烏帕齊拉
扎其甘傑乌帕齐拉是孟加拉国錫爾赫特縣的一个乌帕齐拉，位於錫爾赫特专区的錫爾赫特縣。。

## 人口
據1991年孟加拉國人口普查，扎其甘傑共有戶數29,836戶，人口174038人。其中男性佔比50.55%，女性佔比49.45%；成年人口85,935人。該地7歲以上人口之平均識字率為30.8%。